# Druivenkoers 1968
La Druivenkoers 1968, ottava edizione della corsa, si svolse il 28 agosto 1968 su un percorso con partenza ed arrivo a Overijse. Fu vinta dall'olandese John Schepers della squadra Caballero davanti al connazionale Jan Harings e al belga Herman Vrancken.

## Ordine d'arrivo (Top 3)
| Pos. | Corridore       | Squadra                   | Tempo |
| ---- | --------------- | ------------------------- | ----- |
| 1    | John Schepers   | Caballero                 |       |
| 2    | Jan Harings     | Caballero                 |       |
| 3    | Herman Vrancken | Flandria-De Clercq-Kruger |       |